# 公訴程序
公訴程序指一種指控某人犯罪的程序。在區分非重刑罪與重刑罪之司法管轄區，最嚴重之罪行為重刑罪；而在一些其他管轄區，則以可公訴罪行（即應當依公訴程序處理的罪行）為較重罪行。

## 各地情況

### 香港
所有經公訴程序審理的犯罪，必須由陪審團審訊。一旦某罪名在訂立時，條文中出現「經公訴程序」等字眼，此罪行便屬於可公訴罪行，而對於所有可公訴罪行，皆可在區域法院或更高級別法院經公訴程序審理。但是裁判官依舊有權力以簡易程序處理部分可公訴罪行。